# Leptotes babaulti
Babault's Zebra Blue (Leptotes babaulti) là một loài bướm ngày thuộc họ Lycaenidae. Nó được tìm thấy ở vùng nhiệt đới châu Phi.
Sải cánh dài 22–29 mm đối với con đực và 26–30 mm đối với con cái. Con trưởng thành bay quanh năm, nhiều nhất vào từ tháng 11 đến tháng 4.